# Okręg (mormonizm)
Okręg (ang. ward) – w strukturze Kościoła Jezusa Chrystusa Świętych w Dniach Ostatnich podstawowa jednostka administracyjna, w ramach której mogą być skupieni wierni.
Okręgi liczą zazwyczaj między 300 a 600 członków tej wspólnoty religijnej. Ich nazwa została zapożyczona z życia politycznego, powstały bowiem już po osiedleniu się świętych w dniach ostatnich w Nauvoo. Miasto to miało odzwierciedlać w praktyce poglądy polityczne twórcy i pierwszego prezydenta Kościoła, Josepha Smitha. Pragnął on stworzyć społeczność, w której życie gospodarcze, duchowe i polityczne łączyłoby się w sposób nierozerwalny, na wzór opisywanego na kartach Biblii starożytnego Izraela. Pierwsze okręgi powstały właśnie w Nauvoo, dzieląc miasto na dziesięć części.
Okręg jest powszechnie występującym typem kongregacji na obszarach ze znaczącą i długotrwałą obecnością Kościoła. Pierwotnie powstawały głównie w zdominowanym przez mormonów Utah. Z czasem zaczęły się pojawiać także w Kalifornii, Arizonie, Idaho czy w kanadyjskiej Albercie, jak również w północnym Meksyku. Od lat 50. XX wieku, w związku z międzynarodową ekspansją Kościoła, organizuje się je także w innych częściach świata.
Stanowi odpowiednik katolickiej parafii czy też zboru w kościołach protestanckich. Grupa okręgów, zazwyczaj licząca od pięciu do dziesięciu jednostek, tworzy palik. Na czele okręgu stoi biskup, wspomagany przez dwóch doradców. Wspólnie tworzą oni radę biskupią. Członkowie Kościoła nie wybierają okręgu, do którego przynależą. Są do niego przypisywani na podstawie swego miejsca zamieszkania. Poza aspektami religijnymi, okręgi odgrywają też istotną rolę w życiu społecznym wiernych. W zasadzie każdy członek okręgu posługuje w jego ramach w jakimś powołaniu, wykonując tym samym określone obowiązki. 
Niekiedy okręgi tworzy się z myślą o niezamężnych młodych dorosłych zamieszkujących konkretny obszar, czy też o mniejszościach narodowych obecnych w danej okolicy.